# Ledomyia monilicornis
Ledomyia monilicornis är en tvåvingeart som beskrevs av Jean-Jacques Kieffer 1911. Ledomyia monilicornis ingår i släktet Ledomyia och familjen gallmyggor.
Artens utbredningsområde är Seychellerna. Inga underarter finns listade i Catalogue of Life.